# Cassida prasina
Cassida prasina — жук підродини щитоносок з родини листоїдів.

## Поширення
Зустрічається з заходу Палеарктичного регіону до Китаю (в провінції Цзілінь та Сіньцзян-Уйгурський автономний район).

## Екологія та місцеперебування
Кормові рослини - Айстрові (Asteraceae): деревій звичайний (Achillea millefolium), деревій цілолистий (Achillea ptarmica), ромашка лікарська (Matricaria inodora) і пижмо звичайне (Tanacetum vulgare).